# رکسفورد (کانزاس)
رکسفورد (به انگلیسی: Rexford) شهری در ایالت کانزاس کشور ایالات متحده آمریکا است که جمعیت آن در سرشماری سال ۲۰۱۰ میلادی، ۲۳۲ نفر بوده‌است.